# Charles Ng
Pour l’article homonyme, voir Ng.
Charles Chi-Tat Ng (Langues chinoises: 吴志 达 / 吴志 达), né le 24 décembre 1960 est un tueur en série américain. Avec Leonard Lake, il fut soupçonné d'avoir tué au début des années 1980 entre 11 et 25 victimes au ranch de Lake dans le comté de Calaveras, en Californie.
Après une longue bataille d'extradition au Canada, Ng a été jugé aux États-Unis, où il a été reconnu coupable de 11 des meurtres. Il est actuellement dans le couloir de la mort de la prison d'État de San Quentin.

## Biographie
Ng est né à Hong Kong en 1960, fils d'un riche dirigeant de société. Étant enfant, il a été durement puni et maltraité par son père. Durant son adolescence, Ng a été décrit comme un solitaire en difficulté et a été expulsé de plusieurs écoles. Quand il a été arrêté pour vol à l'étalage à l'âge de 15 ans, son père l'envoie à l'école de Bentham dans le Yorkshire, en Angleterre. Peu après son arrivée, il a été expulsé pour avoir volé d'autres étudiants et est retourné à Hong Kong.
Ng a finalement déménagé aux États-Unis, où il est entré à l'Université Notre-Dame-de-Namur à Belmont, en Californie. Toutefois, il a abandonné après seulement un semestre.

## Service militaire
Au début de 1980, bien que Ng ne soit pas un citoyen des États-Unis, il s'enrôle dans le Corps des Marines des États-Unis. Ng révèlera plus tard que, avec l'aide d'un sergent recruteur, il reçut de faux papiers attestant qu'il était né à Bloomington, dans l'Indiana. Après avoir servi moins d'un an, il a été congédié avec déshonneur pour vol d'armes lourdes et de mitrailleuses du MCAS Kaneohe Bay. Il a également été accusé d'avoir fait le mur et de tentative de désertion. Si l'accusation de désertion a été abandonnée, Ng a été reconnu coupable sur les charges restantes et a été condamné à 14 ans dans une prison militaire. Il a été libéré fin 1982, quand sa peine a été commuée.

## Meurtres
Ng a rencontré Leonard Lake en 1983 et les deux ont été soupçonnés d'avoir tué entre 11 et 25 victimes au ranch de Lake dans le comté de Calaveras, en Californie. Ils ont filmé eux-mêmes les viols et les tortures commises sur leurs victimes.
Les crimes ont été connus en 1985 lorsque Lake s'est suicidé après avoir été arrêté et que Ng a été capturé peu après pour vol à l'étalage dans une quincaillerie. La police a perquisitionné le ranch de Lake et a trouvé des restes humains. Ng a été identifié comme étant le complice dans les crimes de Lake.
Ng a fui à Calgary, en Alberta, au Canada, où il fut arrêté par le Service de Police de Calgary le 6 juin 1985, après avoir résisté à l'arrestation pour vols à l'étalage au magasin La Baie, Ng a pointé un pistolet sur deux gardes de sécurité, et après une brève lutte a tiré sur l'un d'eux dans la main. Cependant, les gardes réussirent à le maîtriser et le mettre en garde à vue. Ng a été accusé et reconnu coupable de vol à l'étalage et, par la suite, d'agression préméditée et de possession d'arme dissimulée. Il a été condamné à quatre ans et demi dans une prison canadienne.

## Procès et condamnation
Après une longue bataille d'extradition avec le Canada, Ng a été remis aux autorités américaines. Il a été jugé en 1998 sur 12 chefs d'assassinats et a été condamné le 11 février 1999, des meurtres de six hommes, trois femmes et deux bébés de sexe masculin, soit 11 des 12 chefs d'accusation. Il a été condamné à mort. Le procès de Ng a été très long et coûta très cher à la Californie (20 millions de dollars US). À l'époque, le procès fut considéré comme le plus cher de l'histoire de l'État.
Ng a affirmé qu'il s'est inspiré du film L'Obsédé de William Wyler pour mettre au point ses « opérations Miranda » pour capturer ses victimes.
Charles Ng est actuellement dans le couloir de la mort à la Prison d'État de San Quentin. Depuis son incarcération, Ng a appris l'art.

## Documentaire télévisé
- « Charles Ng et Leonard Lake : le duo californien » dans Portraits de criminels sur RMC Story et sur RMC Découverte.